# Pink Cadillac
Pink Cadillac é um filme estadunidense de 1989, do gênero comédia de ação, dirigido por Buddy van Horn e estrelado por Clint Eastwood e Bernadette Peters. Contou com rápidas participações de Jim Carrey parodiando Elvis Presley e Bryan Adams como um empregado de posto de gasolina.

## Sinopse
Um grupo fortemente armado que defende a "supremacia branca" deixa dinheiro falso na casa de Lou Ann McGuinn na Califórnia que acaba presa e é liberada com uma fiança de 25 mil dólares. Ela resolve pegar seu bebê de 8 meses e fugir do marido Roy, ligado ao grupo, e usa na fuga um carro de estimação dele (um Cadillac cor-de-rosa citado por Elvis Presley em uma canção). No carro está um saco com 250 mil dólares e ela acha que as notas são falsas mas não são e a quadrilha juntamente com o marido começa a persegui-la para recuperar o dinheiro.
Tommy Nowak, um oficial de fiança que gosta de usar disfarces e imitações em suas capturas, encontra a mulher num cassino em Reno (Nevada) e reluta em levá-la sob custódia quando conhece a história dela. E isso causa vários confrontos dele com os quadrilheiros racistas.

## Elenco
- Clint Eastwood como Tommy Nowak
- Bernadette Peters como Lou Ann McGuinn
- Timothy Carhart como Roy McGuinn
- Gerry Bamman como Amigo
- John Dennis Johnson como Waycross
- Michael Des Barres como Alex
- Jimmie F. Skaggs como Billy Dunston
- Bill Moseley como Darrell
- Michael Champion como Ken Lee
- William Hickey como Sr. Barton
- Geoffrey Lewis como Ricky Z
- Dirk Blocker como Policial #1
- Jim Carrey como comediante Stand-up imitando Elvis Presley com focomelia
- James Cromwell como Motel Desk Clerk
- Sven-Ole Thorsen como Birthright Thug
- Michael Farrell como Birthright Thug
- Bill McKinney como Coltersville Bartender
- Paul Benjamin como Juiz
- Frances Fisher como Dinah
- Bryan Adams como Atendente no posto de gasolina
- John Fleck como Lounge Lizard
- Mara Corday como Senhora na vara de justiça
- Darryl Keyes como negociante
- James Link como John Ascuaga com a pepita no casino

## Produção
As filmagens começaram no final de 1988, e teve lugar na Califórnia e no Nevada.